# Broughton Strait
Broughton Strait är ett sund i Kanada.   Det ligger i provinsen British Columbia, i den sydvästra delen av landet, 3 800 km väster om huvudstaden Ottawa.
I omgivningarna runt Broughton Strait växer i huvudsak barrskog. Runt Broughton Strait är det ganska glesbefolkat, med 24 invånare per kvadratkilometer.